# گراد ۱۰۴۵۰
سیارک ۱۰۴۵۰ (به انگلیسی: 10450 Girard، نامگذاری:1967JQ) ده هزار و چهارصد و پنجاهمین سیارک کشف شده‌است که در ۶ مه ۱۹۶۷ کشف شد.